# Giorgio Graffi
Giorgio Graffi (Bologna, 25 novembre 1949) è un glottologo e linguista italiano.

## Biografia
Figlio del fisico e matematico Dario Graffi, dopo la laurea in filosofia all'Università di Pisa nel 1972, quale allievo pure della Scuola Normale Superiore, quindi il perfezionamento in quest'ultima nel 1974, nello stesso anno diviene assistente ordinario di glottologia presso l'Università di Pavia, quindi professore associato di linguistica nel 1982, rimanendovi fino al 1994, anno in cui passa all'Università di Udine come ordinario di linguistica e glottologia, dove insegna pure filologia e storia della linguistica fino al 1997, quando si trasferisce presso l'Università di Verona dove conclude la sua carriera accademica nel 2015, quindi la nomina a professore emerito. 
Ha trascorso periodi di studio, ricerca ed insegnamento all'estero: prima, come visiting scholar, in Olanda (Università di Amsterdam) e negli Stati Uniti (Massachusetts Institute of Technology, Cambridge, MA), poi, come visiting professor, in Svizzera, nelle Università di Basilea e Ginevra. È stato altresì più volte invitato, come relatore, in molti congressi internazionali.
Con all'attivo numerose pubblicazioni, i suoi interessi di studio e di ricerca, testimoniati da parecchie pubblicazioni scientifiche e numerosi volumi, si sono prevalentemente rivolti alle sintassi dei linguaggi (con particolare attenzione all'italiano), i loro fondamenti ed aspetti logico-formali, alle metodologie generali della linguistica, nonché alle sue varie teorie in rapporto ai relativi momenti e contesti storico-culturali. Si è dedicato anche alla storia della linguistica.

## Opere principali
- Struttura, forma e sostanza in Hjelmslev, Società editrice il Mulino, Bologna, 1974.
- Noam Chomsky e la grammatica generativa, Cooperativa libraria IULM, Milano, 1988.
- La sintassi, fra Ottocento e Novecento, Società editrice il Mulino, Bologna, 1991.
- Appunti di sintassi, Cooperativa libraria IULM, Milano, 1992.
- Le strutture del linguaggio. Sintassi, Società editrice il Mulino, Bologna, 1994.
- 200 Years of Syntax. A Critical Survey, John Benjamins Publishing Company, Amsterdam, 2001.
- Le lingue e il linguaggio. Introduzione alla linguistica (con Sergio Scalise), Società editrice il Mulino, Bologna, 2002 (con successive edizioni).
- Che cos'è la grammatica generativa, Carocci editore, Roma, 2008.
- Due secoli di pensiero linguistico. Dai primi dell'Ottocento ad oggi, Carocci editore, Roma, 2010.
- La frase: l'analisi logica, Carocci editore, Roma, 2012.
- Capire la grammatica: il contributo della linguistica (con Adriano Colombo), Carocci editore, Roma, 2017.
- Breve storia della linguistica, Carocci editore, Roma, 2019.
- Introduzione alla sintassi, Carocci editore, Roma, 2021.
- La grammatica generativa: idee, storia e modelli di analisi (con Caterina Donati), Carocci editore, Roma, 2022.

## Alcuni lavori
- “Linguistica ed epistemologia in Hjelmslev”, Annali della Scuola Normale Superiore di Pisa. Classe di Lettere e Filosofia, Serie III, 1 (1971) pp. 455-79.
- “Ancora su Chomsky, linguistica, filosofia e psicologia”, Lingua e Stile, 12 (1977) pp. 89-125.
- “Quali sono i problemi empirici della grammatica generativa?”, Studi di grammatica italiana, 7 (1978) pp. 81-93.
- “Dalle trasformazioni alle condizioni sulle trasformazioni”, Lingua e Stile, 14 (1979) pp. 305-2.
- “Universali di Greenberg e grammatica generativa”, Lingua e Stile, 15 (1980) pp. 371-87.
- “Sulla differenza di complementazione tra believe e credere”, Rivista di grammatica generativa, 6 (1981) pp. 89-113.
- “Relazioni tra proprietà lessicali e rappresentazioni sintattiche”, Lingua e Stile, 19 (1984) pp. 7-39.
- “La nozione di “Forma Logica” in grammatica generativa”, Lingua e Stile, 20 (1985) pp. 449-82.
- “Structural subject and thematic subject”, Linguisticae Investigationes, 12 (1988) pp. 397-414.
- “Concetti “ingenui” e concetti “teorici” in sintassi”, Lingua e Stile, 26 (1991) pp. 347-63.
- “Tematiche sintattiche in epoca prestrutturalista”, Atti del Sodalizio Glottologico Milanese, XXXI (1993) pp. 150-159.
- “Per una storia della questione degli impersonali: dai predicati ai soggetti”, Linguistica e letteratura, 18 (1993-94) pp. 49-68.
- “Un nuovo panorama della linguistica degli ultimi due secoli”, Incontri linguistici, 18 (1995-96) pp. 13-37.
- “A survey of syntactic theories in the 20th century”, Historiographia Linguistica, 25 (1998) pp. 373-385.
- “La sintassi in alcuni linguisti del primo Ottocento: idee nuove e persistenza della grammatica generale”, Studi di grammatica italiana, 19 (2001) pp. 337-362.
- “Preistoria delle concezioni cognitiviste del linguaggio”, Lingue e linguaggio, 1 (2002) pp. 59-78.
- “The problem of the origin of language in Western philosophy and linguistics”, Lingue e linguaggio, 4 (2005) pp. 5-26.
- “Theories of the Sentence in the Psychologistic Epoch (and shortly after)”, Histoire, Epistemologie, Langage, 32 (2010) pp. 57-73.
- “Harris, Chomsky and the origins of transformational grammar”, Linguisticae Investigationes, 39 (1) (2016) pp. 48-87.
- “Origin of language and origin of languages”, Evolutionary Linguistic Theory, 1 (2019) pp. 6-23.
- “The Piaget-Chomsky debate, forty years later. A retrospective evaluation and some open issues”,  Paradigmi, 27 (2019) pp. 53-72.

## Curatele
- La sintassi generativo-trasformazionale (curata assieme a Luigi Rizzi), Società editrice il Mulino, Bologna, 1979.
- The Extended Standard Theory and Italian Syntax, Foris Publications, Dordrecht (NL), 1980.
- Linguistic Reconstruction and Indoeuropean Syntax (edited with P. Ramat, A. Giacalone Ramat, O. Carruba), John Benjamins Publishing Company, Amsterdam (NL), 1980.
- Ethnos e comunità linguistica: un confronto metodologico interdisciplinare (curata assieme a R. Bombi), Atti del Convegno internazionale tenutosi a Udine, 5-7 Dicembre 1996, Forum Editrice, Udine, 1998.
- Fortuna e vicissitudini di concetti grammaticali, Edizioni Unipress, Padova, 2004.
- Lingue, ethnos e popolazioni: evidenze linguistiche, biologiche e culturali (curata assieme a P. Cotticelli Kurras), Atti del XXXII Congresso della Società Italiana di Glottologia, tenutosi a Verona, 25-27 Ottobre 2007, Casa Editrice Il Calamo, Roma, 2008.